# Cmentarz żydowski w Babimoście
Cmentarz żydowski w Babimoście – kirkut powstał w XVIII wieku. Znajdował się przy obecnej ul. Konstytucji 3 Maja w Babimoście. Był ogrodzony murem. Przetrwał II wojnę światową, ale został zlikwidowany w latach 60. XX wieku. Obecnie na miejscu kirkutu stoją 2 bloki mieszkalne. Pojedyncze kamienie nagrobne obecnie posiadają osoby prywatne.
W czerwcu 2009 roku na terenie nekropolii odsłonięto pomnik. 